# إف سي غيفو
إف سي غيفو (باليابانية: FC岐阜) هو نادي كرة قدم ياياني وهو نادي أساسي في اليابان مركزه محافظة غيفو تأسس عام 2001.

## وصلات خارجية
- الموقع الرسمي